# Koksa
Il Koksa (in russo Кокса?; in altaico Кöк-Суу, "acqua blu") è un fiume della Siberia meridionale; è uno degli affluenti di sinistra del Katun'. Scorre nell'Ust'-Kanskij e nell'Ust'-Koksinskij rajon nel sud-ovest della Repubblica dell'Altaj, in Russia.

## Geografia
La parte superiore del Koksa è costituita dal fiume Chajdun (Хайдун), il quale ha la sua origine dalla cresta Cholzun (Холзун хребт), una catena dei monti Altaj occidentali al confine con il Kazakistan. A partire dalla confluenza con la Nočnaja (Ночная), che scende dai monti Koksujskij, il fiume assume il nome di Koksa.
Il fiume ha una lunghezza di 131 km (179 km assieme al Chajdun); l'area del suo bacino è di 5 600 km². Si immette nel  Katun' a 502 km dalla sua foce. Nel punto di confluenza con il Katun' si trova il villaggio di Ust'-Koksa.